# Fayçal Karoui (chef d'orchestre)
Pour les articles homonymes, voir Fayçal Karoui et Karoui.
Fayçal Karoui, né à Paris 16 juin 1971, est un chef d'orchestre français.

## Biographie
Fayçal Karoui est né d'un père tunisien et d'une mère française. Il a un frère, médecin comme leur père, et une sœur.
Il  obtient un premier prix de piano au conservatoire à rayonnement régional de Saint-Maur-des-Fossés dans la classe de Catherine Collard et un premier prix de direction d'orchestre au conservatoire national supérieur de musique et de danse de Paris. Lauréat du prestigieux Concours international de jeunes chef d'orchestre de Besançon en 2001, il a été l’assistant de Michel Plasson à l’Orchestre national du Capitole de Toulouse.
Depuis 2002, Fayçal Karoui est directeur musical de l'orchestre de Pau Pays de Béarn avec lequel il popularise la musique classique au-delà de son auditoire traditionnel. Il insuffle une politique musicale en direction de tous et instaure une programmation ambitieuse où la musique nouvelle côtoie systématiquement les piliers du répertoire. Fayçal Karoui est unanimement loué pour son travail auprès de cette formation qu’il a littéralement transformée. 
Mars 2006 a été créé sous sa direction La Nef des fous, une pièce du compositeur Karol Beffa : c'était la première fois en France qu'une souscription était lancée auprès du public pour passer commande à un compositeur. En 2006, Fayçal Karoui a été choisi pour devenir le cinquième directeur musical du New York City Ballet, fondé par George Balanchine, poste qu'il a occupé jusqu'en 2012. Son travail a été salué par la presse new-yorkaise pour avoir placé la musique au centre de cette prestigieuse compagnie. Un article du New York Times a fait savoir que les portes new-yorkaises lui resteront toujours ouvertes. 
De 2012 à 2014, il a été directeur musical de l'Orchestre Lamoureux. Il a réécrit un projet pour cet orchestre en mutation, véritable institution de la musique et plus vieil orchestre français, en plaçant la musique française au cœur de la programmation. 
En 2012, France Télévision lui consacre un documentaire intitulé Fayçal Karoui, les sens d'un Chef : "Entre Pau, Paris et New York, les réalisateurs Yohan Khatir et Raphaël de Vellis suivent ce chef d'orchestre hors normes !" 
En janvier 2013, Fayçal Karoui est fait chevalier des Arts et des Lettres par Aurélie Filippetti, Ministre de la Culture et de la Communication.
En 2015, il est lauréat du prestigieux Prix artistique de la Fondation Simone et Cino del Duca, attribué par l'Académie des Beaux-Arts de l'Académie Française.
En 2015, il crée un orchestre de jeunes, issus de quartiers prioritaires, basé sur une pédagogie intensive et alternative. Dans le sillage de l'Orchestre de Pau Pays de Béarn, 130 enfants âgés de 8 à 10 ans, se forment à la musique symphonique.
Fayçal Karoui est régulièrement invité à diriger de nombreux orchestres tels que l’Orchestre de Paris, l’Orchestre de l’Opéra National de Paris avec lequel il collabore fréquemment, l’Orchestre National de France, l’Orchestre Philharmonique de Radio-France, L’Orchestra Giuseppe Verdi de Milan, l’Orchestra Accademia Santa Cecilia de Rome, l’Orchestre de Chambre de Lausanne, l’Orchestre Philharmonique de Liège, l’Orchestre National du Capitole de Toulouse, l’Orchestre Philharmonique de Monte-Carlo, l'Orchestre Philharmonique de Strasbourg, la Sinfonietta de Hong-Kong, le New Japan Philharmonic, l'Orchestre philharmonique de Bruxelles et le prestigieux Orchestre philharmonique de Vienne.

## Distinctions
- Chevalier de l'ordre des Arts et des Lettres (2013)

## Discographie
- Robert Schumann : Concerto pour piano et orchestre
- Franz Liszt : Concerto pour piano et orchestre n°2 avec Etsuko Hirose (piano), l'Orchestre de Pau Pays du Béarn, enregistrement édité par Mirare (réf.MIR135)
- Yiddish Rhapsody, avec Isabelle Georges (chant), l'ensemble Sirba octet, l'Orchestre de Pau Pays du Béarn, enregistrement édité par Ambroisie (réf.AM191), réalisé en 2009
- Sergueï Prokofiev : Pierre et le Loup, avec Smaïn, l'Orchestre de Pau Pays du Béarn, enregistrement édité par Intrada (réf.INTRA011), réalisé en 2004
- Sergueï Rachmaninov : Concerto pour piano et orchestre n°2, couplé avec des pièces pour piano seul de Franz Liszt et Frédéric Chopin, avec Maciej Pikulski (piano), l'Orchestre des Jeunes d'Ile-de-France, enregistrement édité par Zig-Zag Territoires